# El diablo entre las piernas
El diablo entre las piernas és una pel·lícula mexicana dramàtica de 2019 dirigida per Arturo Ripstein. Aquesta protagonitzada per Sylvia Pasquel, Alejandro Suárez, Patricia Reyes Spíndola i Daniel Giménez Cacho. La història relata la vida sexual d'una parella de la tercera edat.
La seva estrena a Mèxic estava previst per al 20 de març de 2020, però es va posposar per la pandèmia de la COVID-19.

## Argument
Beatriz és víctima d'insults, vexacions i humiliacions per part del seu espòs, no obstant això, no fuig del seu costat perquè ha creat una forta codependència. Ella, a força de sentir-se vexada, se sent desitjada i sobretot desitjable. Vol comprovar-ho, per això una nit surt de casa amb un sol propòsit: sexe. El seu retorn a casa deslliga l'hecatombe.

## Repartiment
- Sylvia Pasquel - Beatriz
- Alejandro Suárez - El vell
- Patricia Reyes Spíndola - Isabel
- Daniel Giménez Cacho
- Greta Cervantes - Dinorah

## Recepció crítica
Al web especialitzat Rotten Tomatoes, El diablo entre las piernas té un índex d'aprovació del 83%, basat en 6 comentaris, amb una mitjana de 7,7/10.
| País         | Mig / Autor(a)                       | Crítica | Tendència        |
| ------------ | ------------------------------------ | --- | ---------------- |
| Mèxic        | La Jornada Carlos Bonfil             | «Sota la lent còmplice i experta del cinefotògraf Alejandro Cantú, la parella Ripstein- Garciadiego ofereix la seva esperpèntica i molt impetuosa visió d'una sexualitat crepuscular que fent cas omís de tota sensatesa i mesura, ha triat albergar –lúdicament i retadorament– al propi diable entre les cames». | Crítica positiva |
| Mèxic        | El Universal Luis Magaña             | «Els plans seqüències són rics en informació muda, però replets de referents empírics. […] El llibret de Paz Alicia Garciadiego és una veritable joia de la literatura mexicana. Ripstein critica, rebrega i reclama la tradició de la nostra cultura nacional».                                                   | Crítica positiva |
| Mèxic        | El Sol de México Gerardo Gil         | «Una sort d'estètica del desagradable, i l'esperpèntic convertit en art». | Crítica positiva |
| Estats Units | The Hollywood Reporter Todd McCarthy | «S'endinsa de manera enlluernadora en terrenys en els quals molt pocs s'han atrevit a entrar […] És una arriscada i profunda exploració dels impulsos i activitats sexuals de les parelles en els anys 70». | Crítica positiva |
| Canadà       | The Ex-Press Jay Stone               | «El director Arturo Ripstein la guionista Paz Alicia Garcíadiego creen un món contingut d'ira, passió i memòria agonitzants. […] Suposo que és una imatge ombrívolament còmica del que ens espera a tots». | Crítica positiva |

## Premis i nominacions
| Premi                          | Categoria                            | Nominats                    | Resultat |
| ------------------------------ | ------------------------------------ | --------------------------- | -------- |
| San Diego Latino Film Festival | Premi del Jurat a la millor direcció | Arturo Ripstein             | Pendent  |
| Festival de Màlaga             | Bisnaga d'Or                         | El diablo entre las piernas | Nominada |
| Premis Ariel                   | Millor direcció                      | Arturo Ripstein             | Pendent  |
| Premis Ariel                   | Millor actriu                        | Sylvia Pasquel              | Pendent  |
| Premis Ariel                   | Millor actor                         | Alejandro Suárez            | Pendent  |